# Kannemeyeria
Kannemeyeria és un gènere de gran dicinodont, un dels primers representants de la família dels kannemeyèrids i un dels primers grans herbívors del Triàsic. Visqué des de l'Oleniokià fins a l'Anisià mitjà.

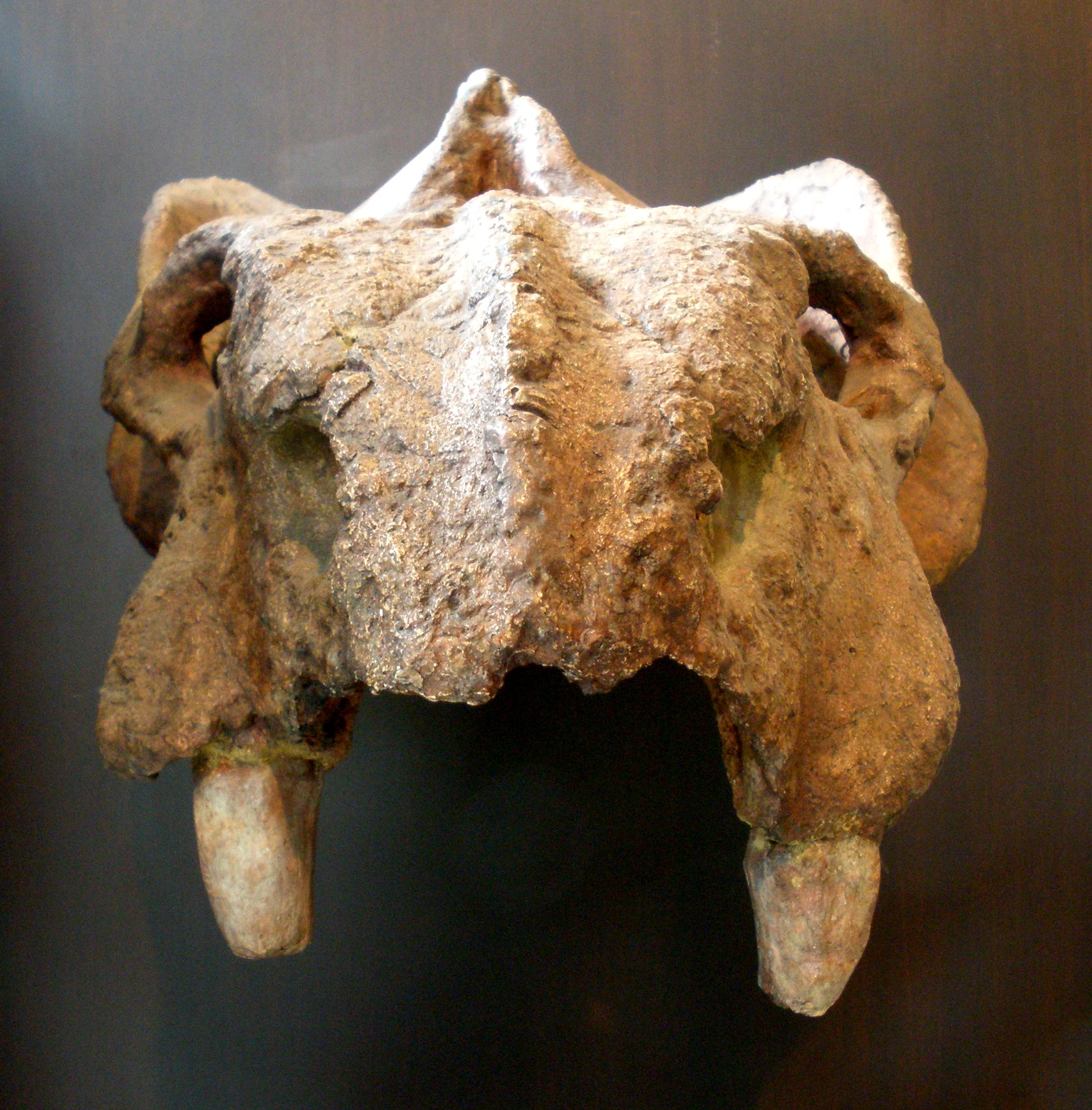
Kannemeyeria erithrea

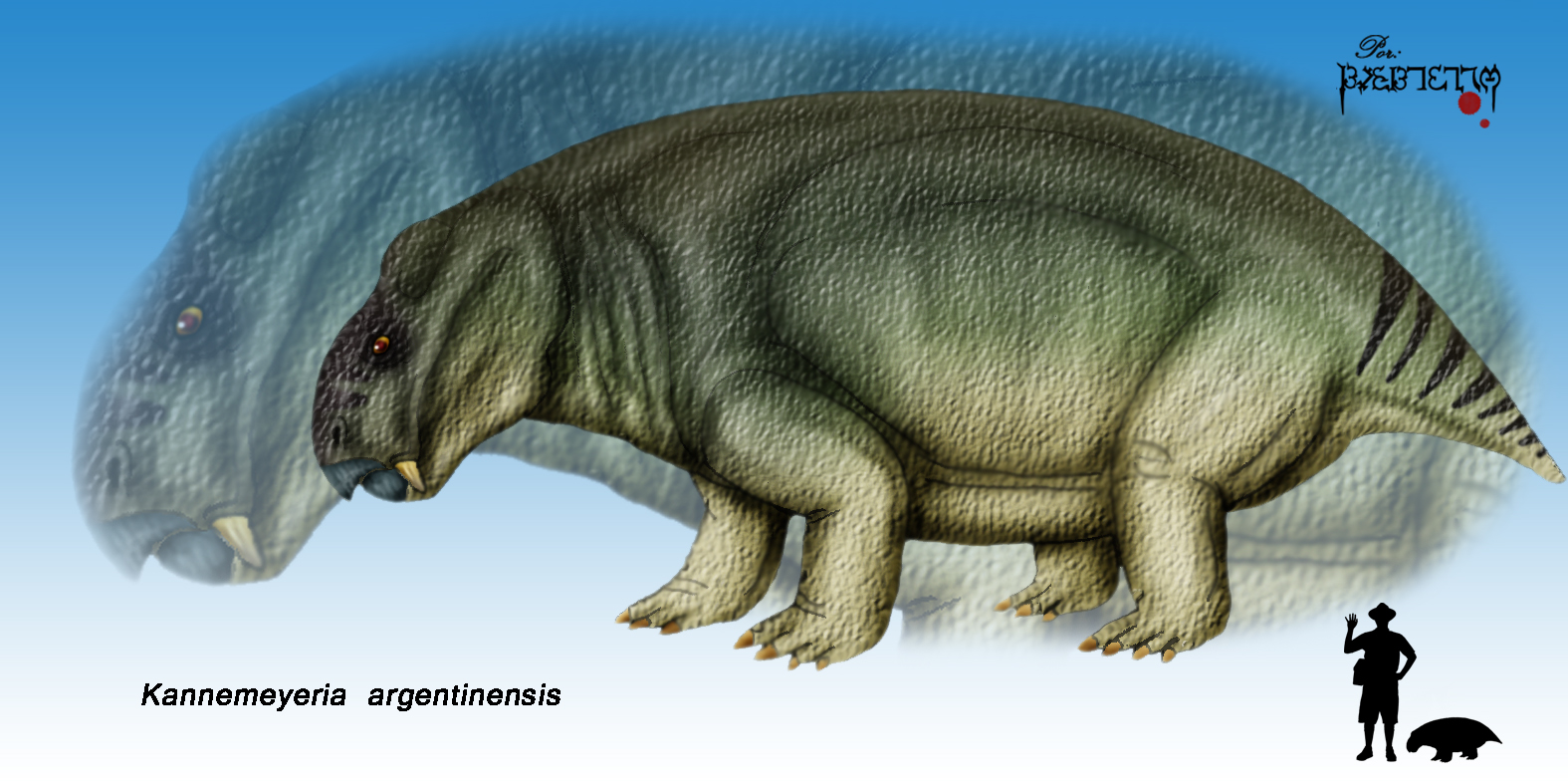
Kannemeyeria argentinensis

Kannemeyeria feia uns 3 metres de longitud.